# Schizonycha minima
Schizonycha minima är en skalbaggsart som beskrevs av Louis Albert Péringuey 1904. Schizonycha minima ingår i släktet Schizonycha och familjen Melolonthidae. Inga underarter finns listade i Catalogue of Life.